# Joe Lynn Turner
Joe Lynn Turner es un cantante, guitarrista, escritor y productor musical estadounidense nacido el 2 de agosto de 1951 en Hackensack, Nueva Jersey, EE. UU. Es conocido por haber sido vocalista de hard rock y heavy metal en las bandas Rainbow, Yngwie Malmsteen's Rising Force y Deep Purple.

## Carrera
Ganó notoriedad como guitarrista/vocalista con la banda de New Jersey, Fandango. Editaron cuatro álbumes con el sello RCA Records entre 1977 y 1980. Fandango era una combinación de R&B, pop, rock sureño y blues, con reminiscencias de artistas como Steely Dan y los The Allman Brothers Band. El trabajo de Joe en Fandango llamó la atención del renombrado guitarrista de Deep Purple, Ritchie Blackmore, que estaba en la búsqueda de un cantante para su banda Rainbow.

### Rainbow
En 1980, Turner recibió una llamada de teléfono de un asistente de Blackmore. Luego del "llamado del destino", Joe se encontró con Blackmore en un estudio de grabación en Long Island, NY. Para el final de la audición, Joe ya estaba escribiendo y grabando con Rainbow como su nuevo vocalista. Rainbow siempre fue popular alrededor del mundo, pero Blackmore quería conquistar el mercado de los Estados Unidos y con Turner a bordo como su nuevo frontman eso fue exactamente lo que hicieron. Con JLT, Ritchie encontró un cantante versátil con una veta comercial, un cantante que tenía la habilidad musical de adaptarse a una balada, como también material de rock más pesado.
Rainbow editó tres álbumes con Joe Lynn Turner: Difficult to Cure, Straight Between the Eyes y Bent out of Shape. Los discos dieron frutos para las radios tales como Can´t Happen Here, I Surrender y Jealous Lover. Stone Cold, editado en 1982 ayudó a Rainbow a alcanzar el Top 40 de singles en Estados Unidos por primera vez. Un año más tarde el grupo duplicó el éxito con la hipnótica Street of Dreams.
En lo más alto de la carrera de Rainbow en 1984, Ritchie Blackmore disuelve su grupo para reformar Deep Purple con Roger Glover (que también estaba tocando en Rainbow). Libre para seguir con otros asuntos musicales, JLT editó su primer registro solista en 1985, Rescue You, producido por Roy Thomas Baker (Queen, The Cars). Para el éxito "Endlessly" se llega a grabar un videoclip. Se trató de un disco con un sonido Glam Metal, propio de la época. Al mismo tiempo Michael Bolton introdujo a Turner en el negocio de cantar jingles para la TV y Radio. A través de los años, Lynn Turner se ha convertido en uno de los más importantes cantantes sesionistas en demanda. Su voz ha aparecido en publicidades para Budweiser, Domino´s Pizza y Gatorade (por nombrar sólo algunas). Además ha coescrito canciones para muchos otros álbumes de diversa gama de artistas, desde Cher a Billy Joel.

### Yngwie Malmsteen
En 1988 Turner se une al guitarrista sueco Yngwie Malmsteen y graba Oddyssey. El álbum produjo el éxito Heaven Tonight. Esto ayudó a JLT para retornar a la notoriedad pública que había tenido cuando estaba en Rainbow. La unión Malmsteen/Turner llevó a la banda hasta la Unión Soviética para 10 shows con localidades agotadas. Los resultados aparecieron en el disco en vivo titulado Trial by Fire: Live in Leningrad.

### Deep Purple
En 1989 se reunió con sus compañeros de Rainbow: Blackmore y Glover, en Deep Purple. Slaves and Masters fue editado el año 1990. Su primer single King of Dreams recibió una gran difusión en radios y la MTV. Deep Purple recorrió el mundo para promover el álbum. Con Turner como cantante la banda pudo resucitar en concierto clásicos como Burn y Mistreated, canciones que no habían sido tocadas en vivo desde que habían sido editadas, por negativa de Ian Gillan a interpretarlas.
Las grabaciones para un álbum que diera continuación a Slaves and Masters habían empezado, pero debido a políticas internas de la banda, Deep Purple decidió volver a llamar al vocalista Ian Gillan.

### Otros proyectos
Después de tomarse un tiempo para reorganizarse de la separación, Joe editó su grabación más personal e intimista, Nothing Changed, aclamada por la crítica y los fanes. Mientras tanto, manteniéndose ocupado con trabajos de sesión, se comprometió con proyectos paralelos como Brazen Abbot y Mother's Army. Además ayudó con su voz para temas en una inmensa colección de álbumes tributo. En 1997, grabó la primera de sus grabaciones de tributos: Undercover, donde da homenaje a sus raíces de rock and roll, con versiones de artistas como Bad Company y Marvin Gaye.
Destaca en su carrera su trabajo con el ex-bajista/vocalista de Deep Purple, Glenn Hughes. Luego de que Lynn Turner le pidiera a Hughes colaboración para su gira en Japón del álbum Holy Man, formaron el Hughes Turner Project (HTP). Lanzaron tres álbumes y estuvieron de gira promocional en Japón y Europa.
En febrero del 2005 lanza The Ususal Suspects, su noveno álbum solista. En 2007 ve la luz su décimo lanzamiento de estudio, titulado Second Hand Life. Muy a la par del mismo, estrena un disco en vivo, realizado de la mano de Graham Bonnet (ex-Alcatrazz/ex-Rainbow/etc.)
Su último trabajo fue lanzado a mitad de 2008, conteniendo un recital en vivo grabado en Alemania.
En septiembre de 2012, Walter Giardino reactiva su proyecto solista Temple, de la mano de Joe Lynn Turner, con quien hace un par de presentaciones cantando temas de Rainbow y Deep Purple. Para esta presentación Giardino convocó a los siguientes músicos: Fernando Scarcella (batería), Danilo Moschen (teclados) y Pablo Motyczak (bajo). A su vez, invitó a Javier Barrozo (cantante de Magnos) para que interpretara los éxitos de la primera etapa de Temple. En 2016, nuevamente Giardino realizó algunos conciertos junto a Joe Lynn Turner en Argentina, haciendo gira por Argentina, Bolivia, Chile, Paraguay y Uruguay. Para estas presentaciones los músicos que acompañaron a Walter y JLT fueron: Fernando Scarcella (batería), Pablo Motyczak (bajo), Javier Barrozo (voz en español) y Javier Retamozo, quien fuera tecladista de Rata Blanca entre los años 1994 y 1997.
En 2013 cantó algunas canciones, como invitado en el álbum The Mystery of Time, de Avantasia, lanzado en marzo.
En los últimos años, Turner ha recibido reconocimientos y distinguidos premios de todo el mundo. En 2015, fue nombrado Embajador Cultural en Bulgaria. Ese mismo año, aceptó el Premio Leyendas del rock en Italia y el Premio al pacificador en Crimea por la promoción de la paz y la contribución excepcional al arte mundial. En 2016, recibió el Premio El Hombre de la Voz Dorada en Perú.

## Discografía

### Joe Lynn Turner
- Rescue You (1985)
- Nothings Changed (1995)
- Under Cover (1997)
- Hurry Up and Wait (1998)
- Waiting for a Girl Like You (1999)
- Under Cover 2 (1999)
- Holy Man (2000)
- Challenge Them All (2001)
- Slam (2001)
- JLT (2003)
- The Usual Suspects (2005)
- Second Hand Life (2007)
- Live in Germany (2008)
- The Sessions (2016)

### Fandango
- Fandango (1977)
- One Night Stand (1978)
- Last Kiss (1979)
- Cadillac (1981)

### Yngwie J. Malmsteen's Rising Force
- Odyssey (1988)
- Trial by Fire: Live in Leningrad (1989)
- Inspiration (1996)

### Rainbow
- Difficult to Cure (1981)
- Straight Between the Eyes (1982)
- Bent Out of Shape (1983)
- Finyl Vinyl (1984)

### Deep Purple
- Slaves and Masters (1990)

### Brazen Abbot
- Eye of the Storm (1996)
- Bad Religion (1997)
- Guilty As Sin (2003)
- A Decade Of Brazen Abbot (2004)
- My Resurrection (2005)

### Mothers Army
- Mothers Army (1993)
- Planet Earth (1997)
- Fire on the Moon (1998)

### Hughes Turner Project
- HTP (2002)
- HTP - Live in Tokyo (2002)
- HTP 2 (2003)

### Sunstorm
- Sunstorm (2006)
- House Of Dreams (2009)
- Emotional Fire (2012)
- Edge of Tomorrow (2016)

### The Jan Holberg Project
- Sense of Time (2011)
- At Your Service (2013)

### Paco Ventura Black Moon
- (2015)